# Neal Amundson
Neal R. Amundson (Saint Paul, Minnesota, 10 de janeiro de 1916 — 16 de fevereiro de 2011) foi um engenheiro químico estadunidense. Foi professor da Cátedra Cullen de Engenharia Química e Molecular da Universidade de Houston.